# Dodo and the Dodo's
Dodo and the Dodo's è un gruppo musicale danese fondato nel 1986 da Dodo Gad, Jens Rud, Steen Christiansen, Lars Thorup e Anders Valbro.

## Storia del gruppo
I Dodo and the Dodo's hanno goduto di successo sin dal loro album di debutto eponimo del 1987, che ha venduto più di 160.000 dischi a livello nazionale. Il secondo disco dell'anno successivo ha riscosso ancora più successo, con 250.000 copie vendute e una tournée nazionale sold out. In trent'anni di carriera hanno totalizzato più di un milione e mezzo di dischi venduti.
Il loro primo ingresso nella classifica danese, lanciata nel 2001, anni dopo il picco di popolarità della band, è stato grazie alla raccolta Hits, che ha raggiunto la 3ª posizione ed è rimasto in top 40 per oltre quattro mesi.

## Formazione
- Dodo Gad – voce, cori
- Jens Rud – voce, cori, chitarra
- Steen Christiansen – cori, chitarra, tastiere
- Lars Thorup – batteria, percussioni
- Anders Valbro – chitarra

## Discografia

### Album in studio
- 1987 – Dodo and the Dodo's
- 1988 – Dodo and the Dodo's 2
- 1989 – Dodo and the Dodo's (in inglese)
- 1990 – Dodo and the Dodo's 3
- 1992 – Dodo and the Dodo's 4
- 1998 – Dodo and the Dodo's 5
- 2008 – Dodo and the Dodo's 6
- 2015 – Upgrade

### Album live
- 2009 – Live vol. 1

### Raccolte
- 1991 – Greatest Dance-Mixes
- 1995 – Største hits
- 2006 – Hits

### Singoli
- 1986 – Giv mig hvad du har
- 1987 – Vågner i natten
- 1987 – Go' nat
- 1987 – Luk nu dine øjne
- 1988 – Rain on My Window
- 1988 – Hvis det blir
- 1988 – Sømand af verden
- 1989 – En mærkelig drøm
- 1989 – Do You Feel That Away
- 1990 – Vi gør det vi ka' li'
- 1990 – Hele natten lang
- 1990 – Verdens længste nat
- 1990 – Bambi på glatis
- 1990 – Pigen med det røde hår
- 1990 – Du har rørt mig
- 1992 – Drømmer
- 1992 – Lev livet nu
- 1992 – Giv mig skibene tilbage
- 1995 – Giv mig hvad du har
- 1998 – Lyset i mit hjerte